# Скіфопольський процес
Скіфопольський процес (359 рік) — судовий процес за звинуваченням ряду осіб в державній зраді, що відбувся в місті Скіфополь (Палестина) в часи вторгнення персів в межі Римської імперії.

## Склад суддів
Керував процесом нотарій Павло, котрий вже мав великий досвід в подібних справах і коміт Сходу Модест. Префект преторія Гермоген Понтік залучений не був, позаяк його вважали надто м'яким в подібних справах.

## Опис процесу
В 359 році ряд людей, котрі мешкали на Сході імперії були запідозрені імператором Констанцієм (звичайно не без участі інтриганів) в образі його величності. Причиною для підозр стали записки оракулові бога Бези (культ в Абіді (Фіваїда)), в яких були питання, на які і звернули увагу інтригани і були доведені до імператора. Констанцій поручив нотарію Павлу зайнятися даною справою. Він дістав можливість збагатитися за рахунок майна конфіскованого у обвинувачуваних, через те була звинувачена велика кількість людей.
Повправлявшись в кривавім ділі, він діставав бариші і доходи від диби і ката, і як торговець гладіаторами котрих доставляв на різні заходи — від погребінь і до поминальних ігор. І, отже, як всі його помисли і устремління були націлені на те, щоб зашкодити людям, то він не зупинявся навіть перед тим, щоб когось підставити, здіймаючи проти ні в чому невинних людей такі звинувачення, які загрожували смертю, лиш би збагатитися таким жахливим способом. Дрібна і незначна обставина дала привід без кінця розтягнути розслідування. — Амміан Марцеллін. Книга XIX.
Багато людей було кинуто до в'язниці в місті Скитополі після чого їх піддано допитам. Місце було вибрано не випадково. Скитополь знаходився на середині дороги між Антіохією і Александрією, звідки і була доставлена значна кількість обвинувачуваних.

## Список обвинувачуваних
До списку увійшли тільки людей імена котрих відомі, хоча було звинувачено на багато більше число людей.
1. Сімпліцій, син Філіппа, колишнього префекта і консула, в ході розслідування був підданий тортурам.
  - Звинувачення: питав поради у оракула, як йому досягти верховної влади.
  - Вирок: заслання в установлене місце (лат. fuga lata).
2. Гермоген Парнасій, префект Єгипту.
  - Звинувачення: державна зрада.
  - Вирок: смертна кара, замінена на заслання. Андронік, поет. Вирок: оправданий.
3. Деметрій, кличка Хітра, філософ із Александрії.
  - Звинувачення: неодноразово приносив жертви богу Безі.
  - Вирок: Під час тортур на дибі він не змінив власних показань, які давав на початках, в яких стверджував, що чинив таке в юності і лишень щоб умилостивити бога, не маючи при цьому злого умислу. Був виправданий і дістав дозвіл повернутись на батьківщину (в Александрію). Одним обвинувачуваним зберегли життя, іншим поталанило менше, і вони були або замучені до смерті, або страчені.

Але так як звинувачення поширювались все далі, і підступні сіті інтриг розтягувалися без кінця, то одні прийняли смерть під час допитів, інші ж були засуджені до найтяжчих покарань з конфіскацією майна. Павло являвся надхненником цих жорстокостей; у нього був невичерпний запас усяких хитрощів і шкідливих підступів і я готовий сказати, що від його кивка залежало життя всіх населяючих землю. Чи носив хтось на шиї амулет від переміжної гарячки чи іншої якої недуги, або ж ті котрі бажали комусь зла і через те чинили доноси начебто хтось вечірньою порою переходив через могили, тієї ж миті притягали того до відповідальності, як отруювача і ворожбита, маючого справи з жахами світу мертвих і блукаючого по світу душ, — і йому виносили смертний вирок. Справа велась з такою серйозністю, немов би багато людей зверталось в Кларос, до Додонських дубів і в славні колись Дельфи, маючи злі умисли на імператора і його життя. А зграйка кількох придворних видумуючи різні вигадки ганебно підлещувалась, стверджуючи, що Констанція будуть оминати різноманітні лиха, на відміну від звичайних людей, і викрикуючи гучним голосом, що його щастя, завжди могутнє і бадьоре, блискуче проявило себе в придушені замахів на його особу.